# لشچوک
لشچوک (به لاتین: Leszczewek) یک روستا در لهستان است که در گمینا سوواوکی واقع شده‌است.